# Kilbarchan
Kilbarchan (Schots-Gaelisch: Cill Bhearchain) is een dorp in de Schotse council Renfrewshire in het historisch graafschap Renfrewshire met een populatie van ongeveer 3300. Het dorp staat bekend om zijn vroegere katoenindustrie. Kilbarchan had een station tussen 1905 en 1966. De voormalige spoorlijn is tegenwoordig omgebouwd tot fietspad.

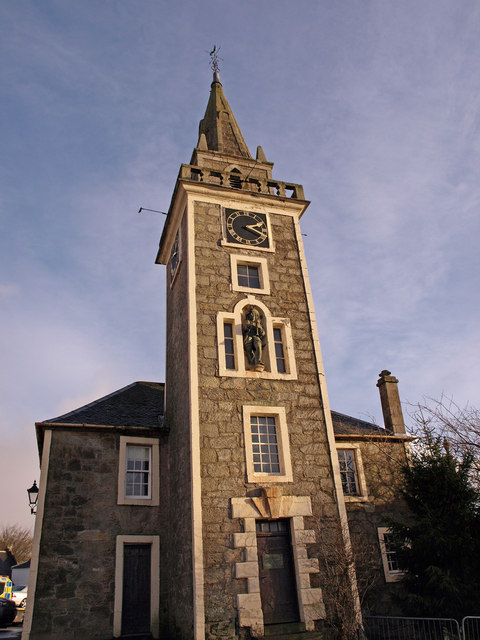
Kerk in Kilbarchan
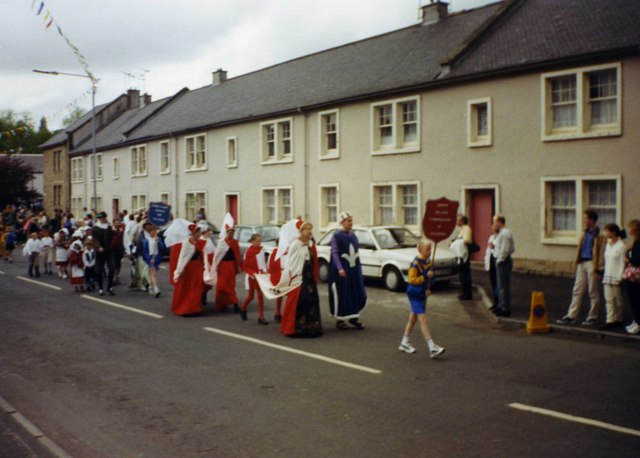
Parade in New Street